# پوست‌پرتقالی
پوست‌پرتقالی (به انگلیسی: orange peel) رنگ حقیقی پوست بیرونی پرتقال است. پوست‌پرتقالی، رنگی بین نارنجی و کهربایی در چرخهٔ رنگ است. نخستین کاربرد ثبت‌شدهٔ پوست‌پرتقالی به عنوان یک نام رنگ در سال ۱۸۳۹ بود.